# Envoy Air
Envoy Air Inc (trước đây là American Eagle Airlines) là một hãng hàng không có trụ sở tại Irving, Texas. Nó là một công ty con thuộc sở hữu của Tập đoàn American Airlines, cùng với một số hãng hàng không thuộc nhóm này, nguồn gom khách của mạng lưới đường American Airlines dưới các thương hiệu American Eagle. Với hơn 1.800 chuyến bay mỗi ngày, phục vụ 159 thành phố trên khắp Hoa Kỳ, Canada, Mexico và vùng Caribbean, Envoy được coi là hệ thống hàng không khu vực lớn nhất thế giới. Envoy là một thành viên liên kết của liên minh hàng không Oneworld.
Cho đến ngày 11 tháng 4 năm 2012, hãng cũng đã có một thỏa thuận chia sẻ mã với Delta Air Lines trên các tuyến đường bay California.